# Jazz (album Queen)
Jazz – siódmy studyjny album brytyjskiego zespołu rockowego Queen. Album zdobył w USA status podwójnej platyny (ponad 2 000 000 sprzedanych sztuk).
8 lipca 2009 roku wydawnictwo uzyskało status platynowej płyty w Polsce.

## Lista utworów
| 1.  | „Mustapha” (Mercury)              | 3:01  |
|     |                                   |       |
| 2.  | „Fat Bottomed Girls” (May)        | 4:16  |
|     |                                   |       |
| 3.  | „Jealousy” (Mercury)              | 3:13  |
|     |                                   |       |
| 4.  | „Bicycle Race” (Mercury)          | 3:01  |
|     |                                   |       |
| 5.  | „If You Can't Beat Them” (Deacon) | 4:15  |
|     |                                   |       |
| 6.  | „Let Me Entertain You” (Mercury)  | 3:01  |
|     |                                   |       |
| 7.  | „Dead on Time” (May)              | 3:23  |
|     |                                   |       |
| 8.  | „In Only Seven Days” (Deacon)     | 2:30  |
|     |                                   |       |
| 9.  | „Dreamer's Ball” (May)            | 3:30  |
|     |                                   |       |
| 10. | „Fun It” (Taylor)                 | 3:29  |
|     |                                   |       |
| 11. | „Leaving Home Ain't Easy” (May)   | 3:15  |
|     |                                   |       |
| 12. | „Don’t Stop Me Now” (Mercury)     | 3:29  |
|     |                                   |       |
| 13. | „More of That Jazz” (Taylor)      | 4:16  |
|     |                                   |       |
|     |                                   | 44:39 |
|     |                                   |       |

## Muzycy
- Freddie Mercury – wokal główny (1-10, 12), chórki (1–7, 9, 12), fortepian (1, 3, 4, 6, 8, 12)
- Brian May – gitara elektryczna (1, 2, 4–12), chórki (2, 4, 5, 7, 9, 11, 12), gitara akustyczna (3, 9), wokal główny (9)
- Roger Taylor – perkusja, chórki (4, 5, 7, 10, 12, 13), wokal główny (10, 13), gitara elektryczna (10, 13), gitara basowa (10, 13)
- John Deacon – gitara basowa (1–9, 11, 12), gitara elektryczna (8), gitara akustyczna (8)

## Wydania
Na reedycji płyty wydanej przez Hollywood Records w 1991 znalazły się dodatkowo:
- „Fat Bottomed Girls” (1991 Bonus Remix by Brian Malouf) (May) – 4:22
- „Bicycle Race” (1991 Bonus Remix by Junior Vasquez) (Mercury) – 4:59